# Consejo Nacional Electoral (Honduras)
El Consejo Nacional Electoral (CNE) de Honduras es la máxima autoridad electoral en el ámbito administrativo, técnico y logístico. Fue creado mediante reformas constitucionales en enero de 2019, suplantando al anterior Tribunal Supremo Electoral.

## Historia

### Primeros organismos
En 1955, en el proyecto de constitución de la República del abogado Medardo Mejía apareció por primera vez la figura de un "Tribunal Nacional de Elecciones". El 26 de marzo de 1956, en la administración de Julio Lozano Díaz, se creó el Estatuto Electoral, introduciendo por primera vez la institución denominada Tribunal Supremo Electoral, máximo organismo electoral del país, que tuvo como finalidad realizar una elección a diputados para una Asamblea Nacional Constituyente. La elección se llevó a cabo el 22 de septiembre de 1956, pero la Asamblea no pudo ser instalada debido a un golpe de Estado en 1956, que llevó al poder a una Junta Militar. Durante el mandato de la misma se promulgó la Ley Electoral, el 22 de julio de 1957, mediante la cual se creó el Consejo Nacional de Elecciones, conformado por:
- Un propietario y un suplente designado por cada uno de los partidos políticos debidamente inscritos.
- Un propietario y un suplente por las asociaciones de comerciantes, industriales, agricultores y ganaderos.
- Un propietario y un suplente propuesto separadamente por la Federación de Asociaciones Femeninas Hondureñas, Federación de Estudiantes Universitarios, Federación Hondureña de Maestros y Federación de Sindicatos de Trabajadores.

Este ente organizó la elección a diputados para la instalación de la Asamblea Nacional Constituyente que promulgó la constitución de 1957 y nombró como presidente a Ramón Villeda Morales.
En 1960 se reestructuró el Consejo Nacional de Elecciones, de acuerdo a la nueva Ley de Elecciones promulgada por el Congreso Nacional el 16 de mayo de ese año. Esta fue cambiada en marzo de 1964 por la nueva "Ley Electoral" del gobierno de facto de Oswaldo López Arellano.

### Tribunal Nacional de Elecciones
En diciembre de 1977 se creó la Ley Electoral y de las Organizaciones Políticas, por el gobierno de facto de Juan Alberto Melgar Castro, que creó el Tribunal Nacional de Elecciones (TNE), el cual organizó la elección para la Asamblea Constituyente de 1980, la cual promulgó la aún vigente Constitución de 1982 y creó una nueva Ley Electoral y de las Organizaciones Políticas.
Con las nuevas leyes el TNE quedó integrado por un propietario y un suplente por cada partido político; cuatro hasta ese momento: Liberal, Nacional, PINU y DC, más un representante y un suplente de la Corte Suprema de Justicia; todos nombrados por la Secretaría de Gobernación y Justicia. La constitución ordenaba además que si la cantidad de partidos políticos aumentaba y el número de propietarios y suplentes era par, la Secretaría nombraría a otro propietario y otro suplente designados por la Corte Suprema. La presidencia del TNE sería rotativa y duraría un año. El TNE organizó las elecciones de 1981 y comenzó la Era Democrática en el país.
En las elecciones de 1985 hubo una crisis institucional, tras la cual se aprobó la creación de las elecciones primarias. El TNE se encargó de organizar las posteriores elecciones generales —y sus correspondientes elecciones primarias— de 1989, 1993, 1997 y 2001.

### Tribunal Supremo Electoral
En 2004, el Congreso Nacional de la República, dándole cumplimiento a los Acuerdos Cívicos del 4 de septiembre de 2001, suscrito por los partidos políticos legalmente inscritos, reformó la constitución (por Decreto 412-2002) para crear un nuevo ente electoral, que se denominó Tribunal Supremo Electoral (TSE), y que fue la máxima autoridad electoral tanto en el ámbito administrativo como en el ámbito jurisdiccional. Junto a este se promulgó también una nueva "Ley Electoral y de las Organizaciones Políticas de Honduras".
El TSE se integró por tres magistrados propietarios y un suplente para fungir por un período de cinco años, con el voto calificado de las dos terceras partes del Congreso. La presidencia del TSE era rotativa entre los magistrados propietarios, por el término de un año, con posibilidad de reelección. Para ser magistrado se debía ser mayor de 25 años. Los magistrados no podían tener ningún otro trabajo remunerado, excepto la docencia.
El TSE organizó las elecciones generales —y sus correspondientes elecciones primarias— de 2005, 2009, 2013 y 2017.

### Consejo Nacional Electoral
Fue creado por decreto legislativo n.º 2-2019, aprobado en enero de 2019 y publicado el 6 de febrero del mismo año. Tiene atribuciones estrictamente administrativas y logísticas. Junto a este se creó el Tribunal de Justicia Electoral, como la nueva máxima autoridad en materia de justicia electoral.

## Integrantes
El CNE se integra por tres consejeros propietarios y dos suplentes, electos por mayoría calificada de al menos dos tercios de los miembros del Congreso, para un período de cinco años y pudiendo ser reelegidos. Para ser electo se requiere ser hondureño(a) por nacimiento, mayor de 30 años, estar en el pleno ejercicio de los derechos civiles y poseer título universitario y reconocida idoneidad. No pueden ser escogidos quienes tengan vínculo de parentesco dentro del cuarto grado de consanguinidad o segundo de afinidad entre sí o con el presidente de la República y designados a la Presidencia, o desempeñen o sean candidatos a cargos de elección popular.
La presidencia del CNE se rota entre sus consejeros propietarios cada año, y ninguno puede repetir a menos que el resto haya ejercido el cargo. Los consejeros no pueden participar en actividades partidistas ni desempeñar ningún cargo remunerado, excepto la docencia y las ciencias médicas.

## Directorio
Los actuales miembros del CNE fueron escogidos por el Congreso Nacional desde el 10 de septiembre de 2024, siendo su afiliación política un factor determinante. Diez días después los consejeros propietarios establecieron el orden de rotación de la presidencia de la siguiente manera:
- Cossette López-Osorio (del Partido Nacional): 2024 - 2025.
- Ana Paola Hall (del Partido Liberal): 2025 - 2026.
- Marlon Ochoa (de Libre): 2026 - 2027.

Los consejeros suplentes son:
- Karen Patricia Rodríguez Álvarez (de Libre)
- Carlos Enrique Cardona Hernández (de Libre)